# An Nahar
An-Nahar (àrab: النهار) és un diari líder en llengua àrab publicat al Líban. A la dècada del 1980, An-Nahar va ser descrit per The New York Times i Time Magazine com el diari de referència de tot el món àrab.
Va ser fundat el 4 d'agost 1933 a Beirut. Moderat i liberal, és llegit tant per la intel·lectualitat libanesa, com per estudiants i líders empresarials. També és de difusió a l'estranger. En va ser president del Consell d'administració i Cap de Redacció l'activista de la Revolució dels Cedres Gebran Tueni, assassinat el 12 de desembre de 2005. El director executiu n'era Edmond Saab.